# خاک‌اره و پولک
خاک‌اره و پولک (به سوئدی: Gycklarnas afton) فیلمی سوئدی در ژانر درام به کارگردانی اینگمار برگمان محصول سال ۱۹۵۳ است.

## داستان فیلم
«آلبرت یوهانسون» (گرونبرگ)، صاحب سیرکی سیار، پس از مدت‌ها دوباره به شهری بازمی‌گردد که همسرش، «آگدا» (بروست)، در آن زندگی می‌کند. فیلم حکایت سرگردانی «آلبرت» میان دو زن است: اولی همسرش، که به او بازگشت به زناشویی به گونه‌ای که فقط خود را در آن امن می‌یابد نوید می‌دهد و دیگری، محبوبه‌اش «آنه» (آندرسون)، که برای «آلبرت» همان کسی است که او را از وابستگی‌هایش خواهد رهانید. «آلبرت» تصمیم به بازگشت دوباره به نزد همسرش می‌گیرد، بنابراین از «آنه» می‌خواهد که او را تنها بگذارد. «آنه» نیز بلافاصله با بازیگر جوانی بنام «فرانس» (اکمن)، طرح دوستی می‌ریزد. اما سرانجام «آلبرت» بیشتر در تنهائی عمیق خود فرومی‌رود. شاید از دست دادن دو زن یا ناتوانی‌اش در تصاحب آنان به نوعی گویای فروریختن درونی‌اش باشد…

## دربارهٔ فیلم
«خاک اره و پولک» یکی از تلخ‌ترین آثار استاد تلخ‌اندیش سوئدی در سال‌هائی است که خلاقیت هنری‌اش آرام‌آرام اوج می‌گیرد. فیلمی تراژیک که با وجود سادگی و اهمیت کمتری که نسبت به شاهکارهایش دارد، از آن دسته آثارش است که دارای عوامل کلیدی جهان او هستند. از جمله: دید رمانتیک نسبت به زندگی حقارت‌بار هنرمند در جامعه، ماهیت کودکانه قهرمانان و اهمیت چهره‌ها. خود برگمان فیلم را پاسخی به «واریته» (اوالد آندره دوپونت، ۱۹۲۵) می‌داند و با وجود اعتراف به شکست تجاری و انتقادهای وارد بر آن، این اثر خود را موفق ارزیابی می‌کند. این فیلم نخستین همکاری برگمان با فیلمبردار زبردست «نیکویست» است. صحنه‌ای که در آن دلقک سیرک (اک) توسط همسرش تحقیر می‌شود، به یادماندنی است.